# طارق مؤمن
طارق مؤمن هو لاعب اسكواش مصري محترف ولد في القاهرة في 23 فبراير 1988، بلغ المركز الرابع عالميا في يونيو 2018. في نوفمبر 2019، فاز مؤمن ببطولة العالم المقامة في الدوحة متصدرا المركز الثالث عالميا.
مؤمن متزوج منذ 31 مايو 2014 من اللاعبة المصرية المعتزلة رنيم الوليلي بطلة العالم في عام 2017.

## إنجازات عالمية

### ألقاب

#### بطولة ماكاو المفتوحة للاسكواش
| النتيجة | سنة  | المكان       | المنافس في المباراة النهائية | النتيجة في النهائي            |
| الفوز   | 2014 | ماكاو، الصين | عمر مسعد                     | 6-11, 11-5, 11-7, 4-11, 12-10 |

#### بطولة كولومبيا المفتوحة للاسكواش
| النتيجة | سنة  | المكان            | المنافس في المباراة النهائية | النتيجة في النهائي      |
| الفوز   | 2012 | كولومبيا، المكسيك | ميغيل أنخيل رودريغز          | 3-11, 11-4, 11-3, 12-10 |

#### بطولة ماليزيا المفتوحة للاسكواش
| النتيجة | سنة  | المكان               | المنافس في المباراة النهائية | النتيجة في النهائي              |
| الفوز   | 2012 | كوالا لمبور، ماليزيا | محمد الشوربجي                | 12-10, 6-11, 12-10, 8-11, 14-12 |

### نهائيات

#### الجائزة الكبرى البريطانية للاسكواش
| النتيجة       | سنة  | المنافس في المباراة النهائية | النتيجة في النهائي |
| المركز التاني | 2018 |                              |                    |

#### بطولة أبطال الاسكواش
| النتيجة       | سنة  | المنافس في المباراة النهائية | النتيجة في النهائي     |
| المركز التاني | 2018 | سيمون روسنر                  | 11-8, 11-9, 6-11, 11-5 |

#### بطولة قطر كلاسيك الدولية للاسكواش
| النتيجة       | سنة  | المنافس في المباراة النهائية | النتيجة في النهائي      |
| المركز التاني | 2017 | محمد الشوربجي                | 11-8, 10-12, 11-7, 11-7 |

#### بطولة هيوستن المفتوحة للإسكواتش
| النتيجة       | سنة  | المنافس في المباراة النهائية | النتيجة في النهائي     |
| المركز التاني | 2017 | كريم عبد الجواد              | 11-6, 5-11, 11-8, 11-6 |

#### بطولة السويد المفتوحة للإسكواتش
| النتيجة       | سنة  | المنافس في المباراة النهائية | النتيجة في النهائي            |
| المركز التاني | 2016 | كريم عبد الجواد              | 12-10, 8-11, 11-9, 3-11, 11-4 |

#### كأس جراسهوبر
| النتيجة       | سنة  | المنافس في المباراة النهائية | النتيجة في النهائي           |
| المركز التاني | 2014 | عمرو شبانة                   | 11-6, 11-9, 4-11, 8-11, 11-8 |

#### بطولة ماليزيا المفتوحة للاسكواش
| النتيجة       | سنة  | المنافس في المباراة النهائية | النتيجة في النهائي     |
| المركز التاني | 2013 | بيتر باركر                   | 11-5, 9-11, 11-5, 11-3 |

#### بطولة العالم لفرق الاسكواش
| النتيجة       | سنة  | المنافس في المباراة النهائية | النتيجة في النهائي |
| المركز التاني | 2013 |                              |                    |

#### بطولة ماليزيا المفتوحة للاسكواش
| النتيجة       | سنة  | المنافس في المباراة النهائية | النتيجة في النهائي |
| المركز التاني | 2010 | محمد أزلان إسكندر            | 11-5, 11-6, 11-8   |

## روابط خارجية
- طارق مؤمن على موقع الاتحاد الدولي لمحترفي الاسكواش (مؤرشف) (الإنجليزية)
- طارق مؤمن على موقع SquashInfo.com (الإنجليزية)